# I liga urugwajska w piłce nożnej (1976)
- Mistrz Urugwaju 1976: Defensor Sporting
- Wicemistrz Urugwaju 1976: CA Peñarol
- Copa Libertadores 1977: Defensor Sporting, CA Peñarol
- Spadek do drugiej ligi: Fénix Montevideo
- Awans z drugiej ligi: CA Bella Vista

Mistrzostwa Urugwaju w roku 1976 były mistrzostwami rozgrywanymi według systemu, w którym wszystkie kluby rozgrywały ze sobą mecze każdy z każdym u siebie i na wyjeździe, a o tytule mistrza i dalszej kolejności decydowała końcowa tabela. Miejsce w końcowej tabeli mistrzostw nie decydowało o prawie gry w międzynarodowych pucharach – o tym zadecydował oddzielny turniej zwany Liguilla Pre-Libertadores, rozegrany na koniec sezonu. Najlepszy klub w tym turnieju uzyskał prawo gry w Copa Libertadores 1977, a drugi miał stoczyć pojedynek barażowy z mistrzem Urugwaju.

## Primera División

### Końcowa tabela sezonu 1976
| Poz | Klub                      | Mecze | Zw | Rem | Por | Pkt | BrZd | BrStr |
| --- | ------------------------- | ----- | -- | --- | --- | --- | ---- | ----- |
| 1   | Defensor Sporting         | 22    | 13 | 6   | 3   | 32  | 33   | 24    |
| 2   | CA Peñarol                | 22    | 13 | 5   | 4   | 31  | 38   | 23    |
| 3   | Club Nacional de Football | 22    | 12 | 4   | 6   | 28  | 43   | 30    |
| 4   | Danubio FC                | 22    | 8  | 7   | 7   | 23  | 28   | 26    |
| 5   | Huracán Buceo Montevideo  | 22    | 7  | 8   | 7   | 22  | 35   | 36    |
| 6   | Montevideo Wanderers      | 22    | 7  | 7   | 8   | 21  | 29   | 30    |
| 7   | River Plate Montevideo    | 22    | 4  | 11  | 7   | 19  | 26   | 31    |
| 8   | CA Cerro                  | 22    | 6  | 7   | 9   | 19  | 21   | 29    |
| 9   | Fénix Montevideo          | 22    | 5  | 8   | 9   | 18  | 31   | 35    |
| 10  | Rentistas Montevideo      | 22    | 5  | 8   | 9   | 18  | 30   | 37    |
| 11  | Sud América Montevideo    | 22    | 5  | 8   | 9   | 18  | 21   | 29    |
| 12  | Liverpool Montevideo      | 22    | 5  | 5   | 12  | 15  | 25   | 30    |

### Klasyfikacja strzelców bramek
| Gole | Piłkarz         | Klub       |
| ---- | --------------- | ---------- |
| 18   | Fernando Morena | CA Peñarol |